# Bertrand Gauthier
Pour les articles homonymes, voir Gauthier.
Bertrand Gauthier (né le 3 mars 1945) est un écrivain québécois originaire de Montréal. Il étudie la littérature à l'Université McGill et œuvre au sein du MEQ. Il co-fonde les Éditions du Tamanoir en 1974, avant de fonder, en 1978, les éditions de La Courte Échelle, dont il demeure le président jusqu'en l'an 2000. Depuis 2001, il se consacre à l'écriture en plus de faire de nombreuses rencontres dans les écoles. Le 2 juin 2013, il a reçu un doctorat honoris causa de l'Université du Québec à Montréal pour souligner son importance dans l'essor de la littérature jeunesse au Québec à la fois à titre d'auteur et d'éditeur.  

## Œuvres
- Hou ilva, 1976
- Etoifilan, 1976
- Dou Ilvien, 1978
- Hébert Luée, 1980
- Un jour d'été à Fleurdepeau, 1980
- Les Amantures, 1982
- Le Beau rôle, 1984
- Zunik, 1984
- Ani Croche, 1985
- Zunik dans le championnat, 1986
- Le Journal intime d'Ani Croche, 1987
- Zunik dans la surprise, 1987
- Zunik dans le chouchou, 1987
- Yuneek in the present, 1988
- Yuneek in I'm Yuneek, 1988
- Pas fous, les jumeaux, 1988
- Yuneek in the winner, 1988
- La Revanche d'Ani Croche, 1988
- Pas fous, les jumeaux!, 1989
- Zunik dans le wawazonzon, 1989
- Le Blabla des jumeaux, 1989
- Le Chevalier des Ombres 1979
- La Course à l'amour, 1989
- Zunik dans la pleine lune, 1989
- Une Chanson pour Gabriella, 1990
- Pauvre Ani Croche!, 1990
- Zunik dans le spectacle, 1991
- Abracadabra, les jumeaux sont là!, 1991
- Zunik dans le dragon, 1991
- El blablá de los gemelos, 1992
- El verano, 1992
- Nada locos, los gemelos, 1992
- Panique au cimetière, 1992
- Swank talk, 1992
- Les griffes de la pleine lune, 1993
- Zachary in camping out, 1993
- Zachary in the winner, 1993
- Zachary in the wawabongbong, 1993
- Zachary in the championship
- Zachary in the present, 1993
- Zachary in I'm Zachary, 1993
- Zunik dans le rendez-vous, 1994
- Le cent pour cent d'Ani Croche, 1994
- On the go, 1996
- La princesse qui voulait choisir son prince, 1996
- Les ténèbres piégées, 1997
- À vos pinceaux, les jumeaux!, 1997
- Zunik dans le grand magicien, 1998
- Adrien n'est pas un chameau, 1999
- Zunik, 1999
- De tout cœur, Ani Croche, 2000
- La, si, do, place aux jumeaux!, 2002
- Bienvenue en Balbucie, 2003
- Bonne année, Ani Croche, 2003
- Je suis Louna et je n'ai peur de rien, 2004
- Un bel amour en Balbucie, 2004
- Le petit Espoir, 2005
- D'Alex a Zoé, 2005
- Je suis Louna et je suis une artiste, 2005
- Je suis Louna et je suis une athlète, 2006
- Silence, les jumeaux tournent! 2006
- Une histoire sans histoire, 2007
- Oscar n'est pas un braillard, 2007
- Je suis Louna et je suis amoureuse, 2007
- De Mimi Petit a Tarzan Legrand, 2007
- Les Carnets d'un réfugié poétique, 2008
- Le chevalier des ombres, 2008
- Filou s'amuse avec Zami, 2008
- Filou et Zami se déguisent, 2008
- Je suis Louna et je suis une étoile du cirque, 2008
- Max Malo au grand galop, 2009
- Coassons avec Ouaouaron, 2009
- Ani Croche Volume 1, 2009
- Les jumeaux Bulle Volume 1, 2009
- Ani Croche Volume 2, 2010
- Je suis Louna et je pars à l'aventure, 2010
- Max Malo à la belle étoile, 2010
- Les jongleries de Monsieur Zachary, 2010
- Mélanie Lapierre, 2010
- Les jumeaux Bulle Volume 2, 2010
- Zunik, volume 1, 2010
- Zunik, volume 2, 2010
- Zunik, volume 3, 2010
- Monsieur Moustachu, 2011
- Les jumelles Damours, 2012
- Zunik, volume 4, 2012
- Zunik, volume 5, 2012
- Max Malo à vol d'oiseau, 2012
- Le dodo rigolo, 2014
- De Jade Janvier à Dany Décembre, 2019
- L'As des As, 2019
- Joyeux ou triste? 2020
- Le meilleur des moins bons, 2021
- Les pourquoi de Bertrand, 2022
- Bertrand aime les livres, 2022
- Bertrand le magicien, 2022
- Bertrand adore rêver, 2022
- La plus colorée des envolées, 2023

## Honneurs
- 1980 - Prix de littérature de jeunesse du Conseil des Arts du Canada
- 1985 - Prix Alvine-Bélisle
- 1985 - Prix Québec-Wallonie-Bruxelles de littérature de jeunesse
- 1995 - Prix Fleury-Mesplet
- 2002 - Prix Claude-Aubry
- 2010   -   Prix Raymond-Plante
- 2013   -   Doctorat honoris causa octroyé par l'Université du Québec à Montréal